# Варнавський Олексій Дмитрович
Олексій Дмитрович Варнавський (нар. 6 квітня 1957, Макіївка, Донецька область, УРСР — пом. 28 лютого 2008, Бердянськ, Запорізька область, Україна) — радянський, український футболіст та тренер, дворазовий володар Кубку СРСР, майстер спорту СРСР (1978).

## Кар'єра гравця
Футболом Олексій почав займатися в макіївському СК «Зарево», у тренера Віктора Івановича Петрова. Брав участь в турнірах на приз «Шкіряний м'яч», виступав у юнацькій першості республіки. Пізніше грав у молодіжній команді «Кіровець» (Макіївка), де його тренером був Іван Федорович Скребець, який і порекомендував юного футболіста наставнику дублерів донецького «Шахтаря» — Михайлу Калініну. Сезон 1974 року, молодий нападник відіграв за команду резервістів «гірників». У наступному році Варнавский був покликаний на службу в армію і направлений в київський СКА, який в 1975 році базувався в Чернігові. В армійському колективі Олексій виступав на позиції правого півзахисника, був гравцем основного складу.
Після демобілізації повернувся в донецьку команду. В елітному дивізіоні Варнавский дебютував 11 вересня 1977 року, в поєдинку «Шахтар» (Донецьк) — «Чорноморець» (Одеса), відігравши повний матч. Але в подальшому, за першу команду, грав не часто, за два роки взявши участь лише в дев'яти поєдинках чемпіонату. У 1978 році, Олексій взяв участь у фінальному матчі Кубку СРСР, в якому його команда поступилася київським динамівцям. Восени того ж року, відбувся дебют Варнавського в єврокубкових турнірах. 27 вересня Олексій взяв участь у поєдинку Кубка кубків «Шахтар» (Донецьк) — «Барселона». Початок матчу для гірників склалося вдало, вже на першій хвилині вони повели в рахунку. Але вже через півгодини, груба помилка правого захисника Варнавського, дозволила форварду іспанців Кранклю зрівняти рахунок. В цілому, молодий правий захисник, за винятком фатальної помилки, яка призвела до пропущеного м'яча, відіграв впевнено. Всього ж за свою кар'єру, в єврокубкових турнірах зіграв 10 матчів (6 поєдинків і 2 забитих голи в Кубку кубків і 4 гри в Кубку УЄФА).
1979 року «Шахтар» очолив Віктор Носов, при якому Варнавский став стабільним гравцем основного складу, пропустивши в чемпіонаті, який став для гірників «срібним», тільки один поєдинок. В цьому ж році Олексій отримав виклик в другу збірну СРСР, у складі якої провів дві гри.
1980 року Варнавский став володарем Кубку СРСР. У вирішальному поєдинку його клуб обіграв динамівців Тбілісі. Після фінального матчу, капітан команди Володимир Сафонов, представляючи своїх партнерів, так охарактеризував Варнавського:
|  | До нього слово «досвід» начебто абсолютно не може бути застосовано, але зверніть увагу, грає майже без помилок. Він якось відразу увійшов до основного складу і не тільки відразу вписався в лінію оборони, але й став досить результативним атакуючим гравцем, який вміє знаходити раптові і нестандартні тактичні ходи |

.
На початку наступного сезону «Шахтар» зіграв в матчі за Суперкубок СРСР проти чемпіонів країни — київських динамівців. Але стати володарями чергового трофею, Варнавському з партнерами, не судилося, гірники поступилися в серії післяматчевих пенальті. У 1983 році, донецький колектив в черговий раз став володарем Кубку СРСР, обігравши в фіналі харківський «Металіст» з рахунком 1:0. Олексій Варнавський, який грав у статусі віце-капітана команди, був одним з найкращих на футбольному полі, надійно зіграв в обороні і активно загострював ситуацію на своєму фланзі при підключеннях до атак гірників. У тому ж році, 1 листопада, відбувся матч-відповідь 1/8 фіналу розіграшу Кубку кубків, в якому швейцарський «Серветт» приймав на своєму полі «Шахтар». Перемогу донецькій команді і як підсумок вихід в наступний етап змагань, принесли два влучні удари, захисника Варнавського, який підключився до атаки своєї команди. Ще двічі, в 1985 і 1986 роках, Олексій з партнерами пробивалися до фіналу Кубку СРСР, але цього разу у вирішальних матчах донецький колектив поступався своїм суперникам.
Незважаючи на те, що кар'єра у талановитого захисника складалася досить вдало, траплялися і неприємні моменти, в яких звинувачувати Олексій міг тільки себе. Стійкий і самовідданий на футбольному полі, за його межами Варнавский був добродушним, компанійським хлопцем, любив веселі застілля, часто дозволяючи собі порушувати спортивний режим. Його кілька разів відраховували з команди, футболіст каявся і його знову повертали, тим більше в грі захисник викладався сповна. З приходом на тренерський місток Олега Базилевича, зросли і вимоги до дисципліни, але все ж Варнавский продовжував залишатися в основній обоймі команди.
1987 року старшим тренером «Шахтаря» був призначений Анатолій Коньков, який став робити ставку на більш молодих гравців. В результаті 30 річному захисникові довелося покинути команду та перебратися до жданівського «Новатора». У вересні Варнавский отримав запрошення від Михайла Фоменка, який очолював «Гурію», допомогти команді в боротьбі за право залишитися у вищій лізі. У грузинському клубі Олексій відіграв до кінця сезону, потім повернувся в Жданов, продовживши виступати за друголіговий «Новатор», де досвідчений футболіст був лідером на футбольному полі. У сезоні 1988 року, номінальний захисник, який розпочинав колись свою кар'єру на позиції форварда, за підсумками чемпіонату став найкращим бомбардиром команди, забивши 22 м'ячі та встановив рекорд клубу за забитими м'ячами протягом одного сезону.
У 1990 році Олексій переходить в запорізьке «Торпедо», з яким за підсумками першості стає чемпіоном Української РСР. По завершенню чемпіонату покинув Запоріжжя, повернувся додому, де грав в аматорських клубах. У 1992 році, колишній партнер по «Шахтарю» Микола Федоренко, який тренував кіровоградську «Зірку», запрошує його в свою команду. Закінчував ігрову кар'єру Варнавский в російському клубі Кристал (Дятьково), куди його запросив, тодішній тренер Олександр Васін.

## Тренерська кар'єра
Тренерську кар'єру Олексій Дмитрович почав в 1992 році, очоливши команду «Антрацит» (Кіровське), яка виступала в перехідній лізі чемпіонату України. У 1993 році перейшов в російську команду «Кристал» з Дятьково, де одночасно був гравцем і помічником тренера. За короткий термін колектив, пройшовши аматорські турніри, пробився в професійну лігу. У 1995 році, команду покинув її наставник — Олександр Васін і на його місце був призначений Варнавский. За підсумками сезону дятьковський клуб зайняв 6-те місце в своїй зоні третьої ліги чемпіонату Росії.
Незабаром Олексій покинув російську команду та повернувся в Донецьк. Грав за ветеранські команди, працював дитячим тренером у ДЮСШ, був селекціонером донецького «Шахтаря».
1998 року керівництво компанії «Укрсплав» запросило Варнавського очолити однойменну футзальну команду. У першому же сезоні команда виграла Першу лігу і дійшла до чвертьфіналу Кубка України. У наступному сезоні «Укрсплав» посів 7 місце у Вищій лізі і знову зупинився на стадії чвертьфіналу Кубка України.
У першому колі сезону 2000/2001 очолював «Шахтар-3», який виступав у другій лізі. У 2001 році входив до тренерського штабу луганської «Зорі».
Але незабаром Варнавский, який на той час «зав'язав» з алкоголем, знову зірвався та повернувся до згубної звички, з якої чудовий у минулому футболіст і улюбленець донецьких уболівальників, так і не зміг впоратися. Йому багато хто намагався допомогти — і вболівальники, і колишні партнери по команді. Донецький «Шахтар» виплачував стипендію президента клубу, як заслуженому ветерану команди, допоміг зробити операцію на очах. Микола Федоренко і Валерій Рудаков, з якими Олексій дружив багато років, всіляко намагалися витягнути свого товариша з цієї ситуації і умовити його почати нове життя, але все було марно. В останні роки Варнавский проживав у Макіївці, куди він переїхав після розлучення з дружиною. У березні 2008 року, в пресі з'явилися повідомлення про зникнення відомого футболіста і тренера. Як пізніше з'ясувалося, Олексій Дмитрович вирішив обміняти свою квартиру в Макіївці на інше житло і тимчасово переїхав до готелю міста Бердянськ. 28 лютого 2008 року, Варнавский був знайдений замерзлим на одній з вулиць міста. Похований Олексій Дмитрович Варнавский на муніципальному кладовищі № 2 міста Бердянськ.

## Досягнення
- Чемпіонат СРСР
  -  Срібний призер (1): 1979

- Кубок СРСР
  -  Володар (2): 1980, 1983
  -  Фіналіст (3): 1978, 1984/85, 1985/86

- Чемпіонат УРСР
  -  Чемпіон (1): 1990

## Сім'я
Був двічі одружений. Від першого, цивільного шлюбу — син Олександр. З другою дружиною, Любов'ю, прожив багато років в офіційному шлюбі, разом виховували дочку Альону.

## Освіта
- Закінчив Донецький інститут радянської торгівлі.